# Kopalnia Węgla Kamiennego „Pokój”

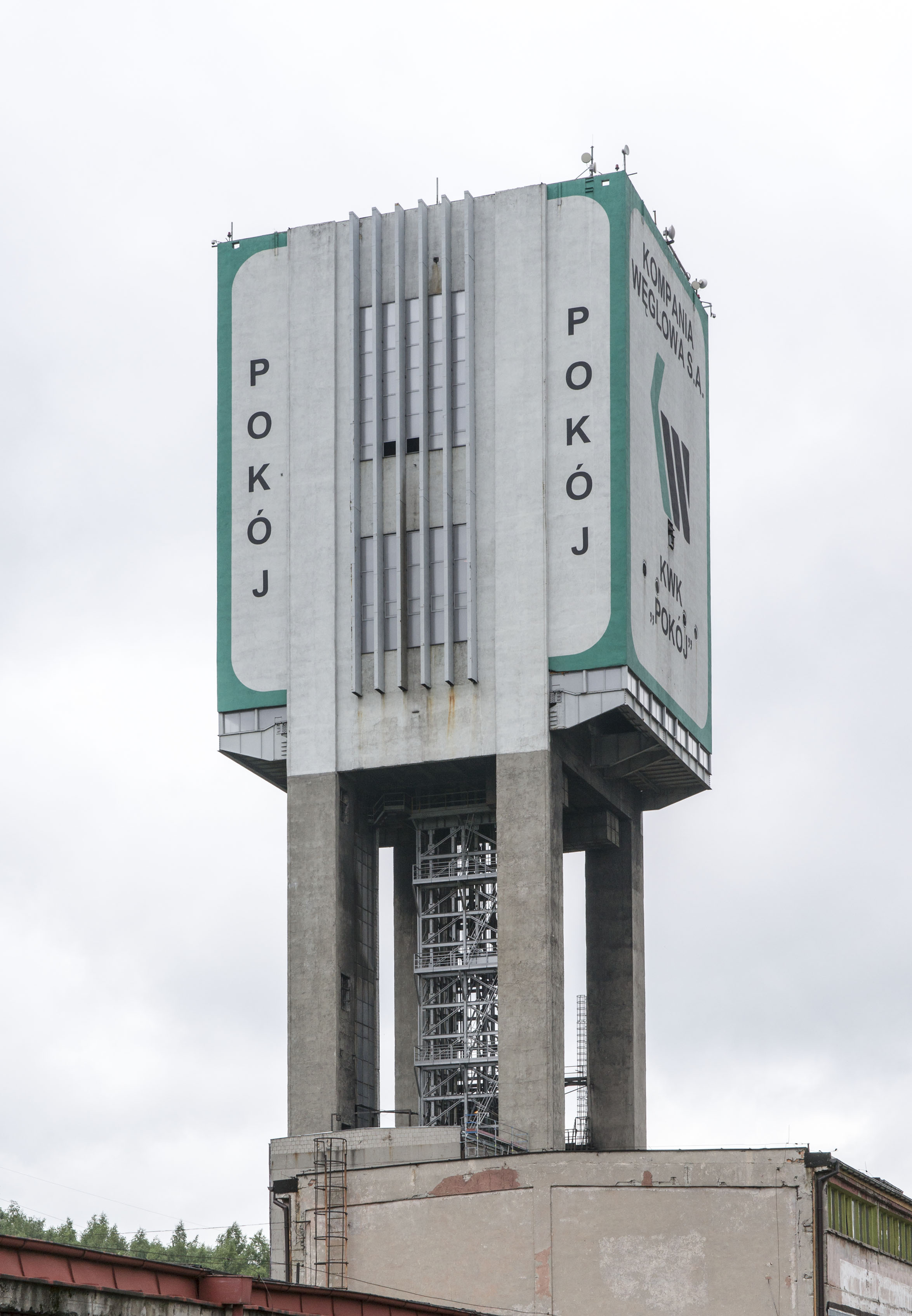
Szyb Wanda, fot. 2013 r.

Kopalnia Węgla Kamiennego Pokój (niem. Friedensgrube) – kopalnia węgla kamiennego w Rudzie Śląskiej, prowadząca działalność górniczą pod silnie zurbanizowanym obszarem miasta (dzielnice: Wirek, Nowy Bytom, Bielszowice, Czarny Las). Funkcjonowała jako samodzielny zakład od 1902 do 1 lipca 2016 roku.
KWK Pokój od 2016 roku działa jako ruch Pokój kopalni Ruda, wchodzącej w skład Polskiej Grupy Górniczej.

## Historia

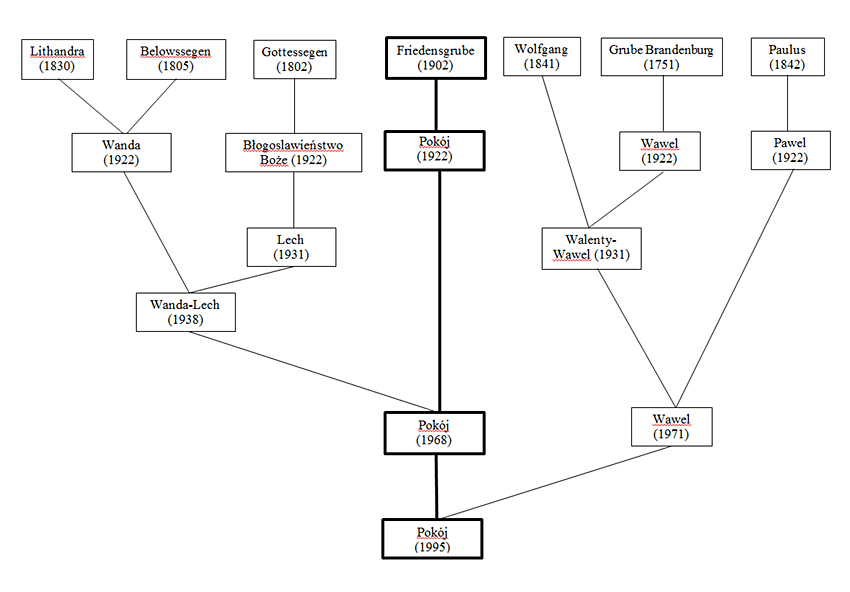
Schemat historycznych przekształceń organizacyjnych, które doprowadziły do powstania kopalni Pokój

Kopalnia powstała 3 lipca 1902 roku z połączenia pól górniczych Friedrich Wilhelm, Eintracht I i Saara I . Do 1922 roku i w okresie okupacji działała pod nazwą Friedensgrube . Stanowiła część koncernu hutniczego Oberbedarf Mikołaja hr. Ballestrema, od 1931 roku należała do Rudzkiego Gwarectwa Węglowego. W latach 1945–1957 należała do Rudzkiego Zjednoczenia Przemysłu Węglowego, a następnie do Bytomskiego Zjednoczenia Przemysłu Węglowego. W latach 60. prowadzono eksploatację w filarze ochronnym Huty Pokój, zajmowano się w tym czasie również pracami nad eksperymentalnymi obudowami górniczymi.
Dnia 1 kwietnia 1968 roku przyłączono do niej kopalnię Wanda-Lech . W 1993 roku weszła w skład Rudzkiej Spółki Węglowej S.A. W roku 1995 została połączona z likwidowaną kopalnią Wawel (niem. Brandenburg). W latach 2003–2016 była częścią Kompanii Węglowej S.A. 1 lipca 2016 r. KWK Pokój została połączona z KWK Halemba Wirek i KWK Bielszowice, tworząc jedną kopalnię – KWK Ruda, wchodzącą w skład Polskiej Grupy Górniczej.
Dnia 21 listopada 2016 roku ruchy Bielszowice i Pokój zostały połączone podziemnym przekopem, urobek z ruchu Pokój od tego czasu jest transportowany magistralą taśmową na poziomie 840 m do ruchu Bielszowice.
Dnia 31 grudnia 2016 roku podpisano umowę, na mocy której część kopalni Ruda, Pokój I, została przekazana Spółce Restrukturyzacji Kopalń. Wydobycie ma zostać zakończone w pierwszym kwartale 2021 roku, z kolei całkowita likwidacja ruchu Pokój I i majątku dawnej kopalni ma zakończyć się 31 grudnia 2022.
Aktualnie na hałdach Kopalni Pokój występuje zjawisko zapożarowania, które powoduje wydzielanie dużych ilości szkodliwych gazów wyczuwalnych na osiedlu Wirek i Bykowina. W 2023 roku Spółka Restrukturyzacji Kopalń, z polecenia prezydenta miasta Michała Pierończyka, została zobowiązana do usunięcia szkód. Proces likwidacji szkód środowiskowych ma zająć 2 lata.

## Wydobycie
Kopalnia dysponowała trzema poziomami wydobywczymi: 320, 600 oraz 790 m.
Średniodobowe wydobycie w 2016 r. wynosiło 5500 ton.
Zdolności wydobywcze zakładu górniczego wynosiły około 5000-5500 ton na dobę. Zatrudnienie w zakładzie w 2011 wynosiło około 2200 pracowników.
W I półroczu 2014 r. kopalnia zatrudniała 1931 pracowników i przynosiła straty w wysokości 138,71 zł na tonie wydobytego węgla.
Wydobycie węgla kamiennego w tonach w wybranych latach :

## Zaplecze socjalne
W czasach Polskiej Rzeczypospolitej Ludowej wybudowano ambulatorium dla załogi, domy pracownicze, obiekty sportowe oraz utworzono dwie biblioteki.